# Греймор-Девондейл (Кентуккі)
Греймор-Девондейл (англ. Graymoor-Devondale) — місто (англ. city) в США, в окрузі Джефферсон штату Кентуккі. Населення — 2853 особи (2020).

## Географія
Греймор-Девондейл розташований за координатами 38°16′24″ пн. ш. 85°37′0″ зх. д. / 38.27333° пн. ш. 85.61667° зх. д. (38.273241, -85.616647).  За даними Бюро перепису населення США в 2010 році місто мало площу 1,91 км², з яких 1,91 км² — суходіл та 0,00 км² — водойми.

## Демографія
Згідно з переписом 2010 року, у місті мешкало 2870 осіб у 1159 домогосподарствах у складі 674 родин. Густота населення становила 1502 особи/км².  Було 1209 помешкань (633/км²).
Расовий склад населення:
| - 88,2 % — білих - 5,7 % — чорних або афроамериканців - 2,5 % — азіатів - 0,1 % — вихідців з тихоокеанських островів |

До двох чи більше рас належало 2,6 %. Частка іспаномовних становила 3,0 % від усіх жителів.
За віковим діапазоном населення розподілялося таким чином: 18,0 % — особи молодші 18 років, 51,0 % — особи у віці 18—64 років, 31,0 % — особи у віці 65 років та старші. Медіана віку мешканця становила 49,7 року. На 100 осіб жіночої статі у місті припадало 79,2 чоловіків;  на 100 жінок у віці від 18 років та старших — 73,1 чоловіків також старших 18 років.
Середній дохід на одне домашнє господарство  становив 79 637 доларів США (медіана — 68 241), а середній дохід на одну сім'ю — 93 549 доларів (медіана — 86 728). Медіана доходів становила 48 452 долари для чоловіків та 42 050 доларів для жінок. За межею бідності перебувало 2,1 % осіб, у тому числі 0,0 % дітей у віці до 18 років та 4,5 % осіб у віці 65 років та старших.
Цивільне працевлаштоване населення становило 1423 особи. Основні галузі зайнятості: освіта, охорона здоров'я та соціальна допомога — 33,0 %, мистецтво, розваги та відпочинок — 9,6 %, науковці, спеціалісти, менеджери — 9,1 %, фінанси, страхування та нерухомість — 9,1 %.